# Ágota Technic
Az Ágota Technic nevű céget Ágota János alapította 1984-ben. A szakma egyik úttörőjeként elsőként kezdett kisiparos tevékenységbe[forrás?] a 80-as években, az erősítő gyártás terén. Első gyártmányai az erősítők, keverők és hangfalak voltak. A termékek tervezést és kialakítást Ágota János végezte, valamint saját kezűleg készítette el azokat. A termékek gyártása kizárólag magyar munkaerővel történik azóta is. Ismerve a gazdasági nehézségeket ez egyedülálló teljesítmény az audiotechnika iparágában. A vállalat mára elérte azt, hogy Magyarországon a legnagyobb és szinte az egyetlen audio eszközöket gyártó cégként működik.[forrás?] Ez elsősorban annak köszönhető, hogy a 90-es évek elejétől kezdve export orientált üzleti politikát folytatott.

## A 80-as évek vége
A cég legnagyobb sikereit Németországban érte el, ahol az alulértékelt magyar valuta miatt jelentősen olcsóbban volt képes értékesíteni az Ágota Technic és Westsound néven futó erősítőit, mint az akkor még Németországban készülő versenytársai. Évente 300-400 db. erősítő talált gazdára. Miután a rendszerváltás megtörtént, a német és nyugat-európai gyártók mind Ázsiába helyezték át gyártásukat, így az ottani alulértékelt valuta miatt hasonló helyzet alakult ki, mint az Ágota Technic erősítőkkel a német piacon a rendszerváltás előtt. Sokkal olcsóbbak és kelendőbbek lettek mint versenytársaik, beleértve az Ágota Technic termékeit is, így a magyar erősítők felkapott külföldi piaca visszaszorult. Ez az állapot kisebb nagyobb hullámvölgyekkel, azóta is tart.

## A 90-es évek közepe
A magyar piac a 90-es évek közepére újra rátalált a magyar termékekre, ennek köszönhetően növekedés volt megfigyelhető az erősítők hazai eladásában, ám ez az állapot nem tartott sokáig. Az eladások csökkentek, a piac szélesedett, ugyanis az ázsiai gyártmányú erősítőknek köszönhetően, azok Magyarországot is elárasztották. Ágota János ekkor egy nem mindennapi lehetőséget ragadott meg a magyar gyártás folytatásának érdekében, hisz a vállalat célja és eltökélt szándéka, hogy a magyar gyártást minden áron fenntartsa. A 90-es évek közepén/végén egy beszállítói felkérést kapott az akkor még kezdeti éveiben járó német Thomann nagykereskedelmi cégtől. A beszállítói tevékenység nagyban kedvezett a cég céljainak, hisz ezáltal a gyártást fenn tudta tartani hazánkban. E felkérés eredménye a minőségi Thomann termékek gyártásának átvétele. Emellett természetesen az Ágota Technic, mint márkanév nem történt kivonásra, hisz a vállalat töretlenül folytatta az értékesítést ezen a néven a magyar installációs piacon.

## Német export
A német export rengeteg termékkategóriát foglal magában. A lehetőséget a német székhelyű Thomann cég kínálta fel. A Thomann cég jellemzője az, hogy nincs központi gyártó, hanem kategóriánként, vagy gyakran még azon belül is, de több beszállító/gyártó készíti el a termékeiket. Főként Ázsiai beszállítók végzik ezt a feladatot, de bizonyos minőségi gyártást igénylő termékek elkészítését az Ágota Technic kapta meg. Ez magában foglalta a termékek kifejlesztését, tesztelését és gyártását is. A két cég közötti partneri viszony a mai napig fennáll és a munka azóta is folyik a magyar gyártósorokon. Ez a nemzetközi kapcsolat szolgált kiinduló pontnak az Ágota Technic jövőbeli átalakulásához.

## Silverblade termékek
A kétezres évek végére a magyar PA, installációs és beruházói piac soha nem látott leejtőre került. Az eddigi állapotok fenntarthatatlanok voltak. A dolgok odáig fajultak, hogy a különböző létesítmény beruházói hallani sem akartak magyar termékekről a számukra készült ajánlatban. Az Ágota Technic ezért a 2008-as év elején kénytelen volt egy újabb átalakulást eszközölni, ami érintette a cég struktúráját és termékválasztékát egyaránt. A változásokban jelentős szerepet játszott Ágota János két fia: Ágota Balázs és Ágota Csaba. Az új generáció beépítése miatt kialakult egy újabb márka az Ágota Technic mellett, amivel a cég jelentősen elkanyarodott az eddigi célpiacától. Az új márka a Silverblade lett. Javarészt gitár erősítők és hangfalak, valamint gitárkiegészítők gyártásába kezdett bele, de sok eddigi PA és installációs termék, - ami eddig Ágota Technic néven volt ismert - átkeresztelésre került. A Silverblade esetében sincs eltérés az eddig megszokott magyar gyártást és minőséget illetően.

## Külső hivatkozások
- http://www.agota.hu
- http://www.silverbladeaudio.com Archiválva 2012. február 8-i dátummal a Wayback Machine-ben
- http://www.thomann.de